# Didier Lockwood/Diskografie

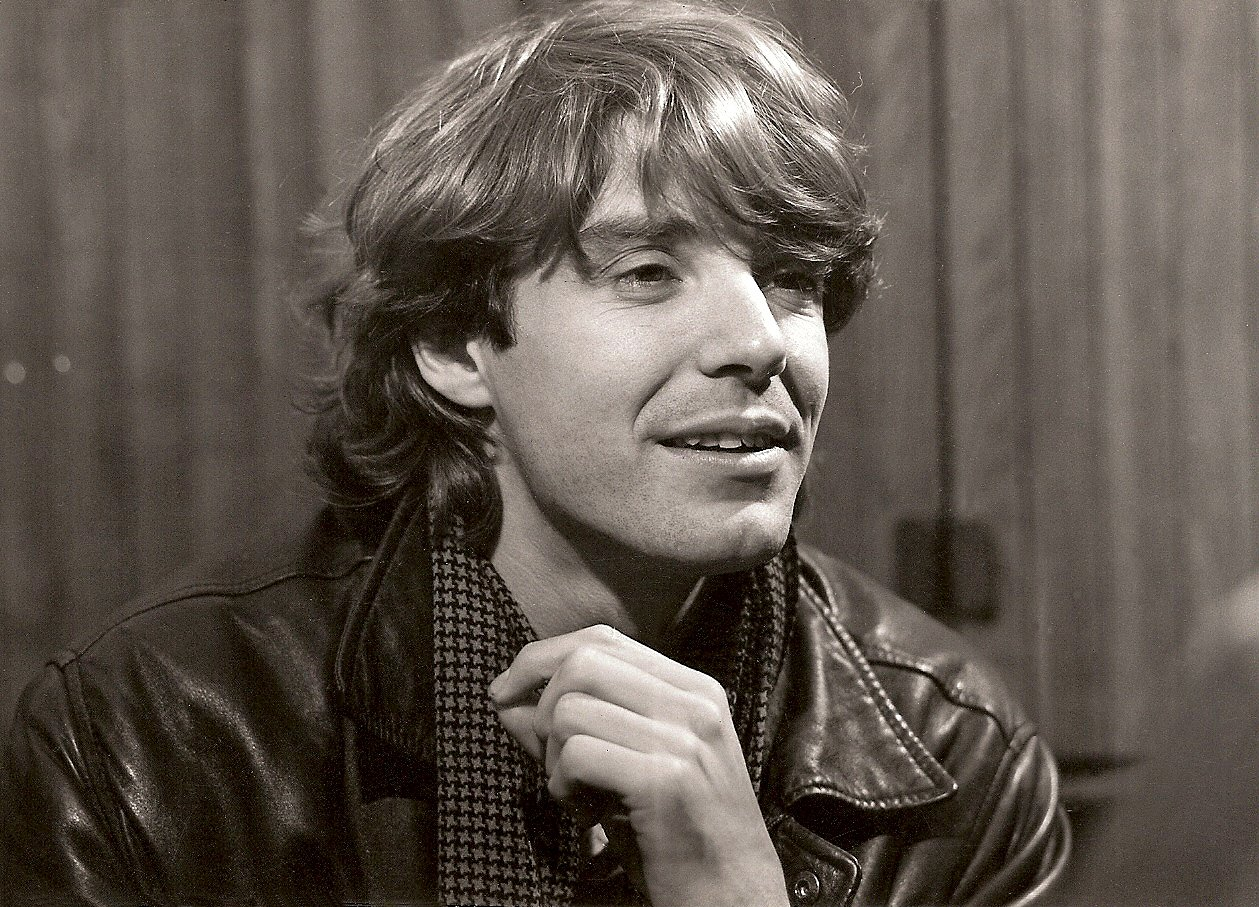
Didier Lockwood (1981), Fotografie von Bogdan Nastula

Diese Diskografie ist eine Übersicht über die veröffentlichten Tonträger des Jazzgeigers Didier Lockwood. Sie umfasst seine Alben unter eigenem Namen (Abschnitt 1, Kompilationen im Abschnitt 2), seine Mitwirkung bei kollaborativen Projekten (Abschnitt 3), seine Filmmusiken (Abschnitt 4) und seine Mitwirkungen als (Gast)solist bei weiteren Produktionen (Abschnitt 5). Nach Angaben des Diskografen Tom Lord war er zwischen 1975 und 2017 an 105 Aufnahmesessions beteiligt. Im Laufe seiner Karriere legte Lockwood über 35 Alben unter eigenem Namen vor.

## Alben unter eigenem Namen
Dieser Abschnitt listet die von Didier Lockwood zu Lebzeiten veröffentlichten LPs und CDs chronologisch nach Aufnahmejahr.
| Album | Musiklabel                | Aufnahme | VÖ    | Anmerkungen |
| --- | ------------------------- | -------- | ----- | --- |
| Surya | Cornelia/Inner City       | 1977     | 1980  | mit Francis Lockwood, Luc Plouton, J. C. Agostini, Sylvain Marc, Jean-My Truong |
| New World | MPS                       | 1979     | 1979  | mit Gordon Beck, John Etheridge, Niels-Henning Ørsted Pedersen, Tony Williams, sowie Francis Lockwood, Jean-Michel Kajdan |
| Live in Montreux | MPS/Pausa                 | 1980     | 1980  | mit Bob Malach, Jan Hammer, Marc Perru, Bo Stief, Gerry Brown |
| Fasten Seat Belts | JMS                       | 1981     | 1982  | Didier Lockwood Quartet + Bob Malach, mit Francis Lockwood, Jean-Michel Kajdan, Kirt Rust |
| The Kid | JMS                       | 1982     | 1983  | mit David Sancious, Barry Finnerty, Jean-Michel Kajdan, Alphonso Johnson, Richie Morales, Sydney Thiam |
| Didier Lockwood Group 1982–1986 | JMS                       | 1982–86  |       | u. a. mit David Sancious, Barry Finnerty, Alphonso Johnson, Richie Morales, |
| Didier Lockwood Group | JMS                       | 1984     | 1985? | mit Francis Lockwood, Jean-Michel Kajdan, Sylvin Marc, Kirt Rust |
| Out of the Blue | Gramavision Records       | 1985     | 1985  | mit Gordon Beck, Cecil McBee, Billy Hart |
| Live at the Olympia Hall | JMS                       | 1986     | 1987? | mit Gordon Beck, Dave Green, Kim Plainfield |
| 1 2 3 4 | JMS                       | 1987     | 1987  | mit Thierry Eliez, Tom Kennedy, André Ceccarelli, Jean Claude Chanavat, Jean-Michel Kajdan, Abdou M’Boup, Alex Ligertwood, Touré Kunda, Nicole Croisille, Ivan Jullien, Jacques Higelin |
| Phoenix 90 | JMS                       | 1990     | 1990  | mit Philippe Guez, Jean-Marie Ecay, Laurent Vernerey, Loïc Pontieux, Denis Benarrosh |
| DLG | JMS                       | 1993     | 1993  | Didier Lockwood Group, mit Bernard Arcadio, Jean-Marie Ecay, Laurent Vernerey, Loïc Pontieux, Denis Benarrosh |
| Didier Lockwood presents Onztet de violon jazz                                                                                                   | JMS                       | 1994     | 1994  | mit Daniel-John Martin, Debora Seffer, Elisabeth Boudjema, Gérard Vandenbroucque, Jean-Christophe Rouet, Jean-Luc Pino, Nicolas Krassik, Régis Huby, Yves Garzuel, Jean-Marc Ladet, Patrick Tilleman, Benoît Sourisse, Benoît Vanderstraeten, André Charlier |
| New York Rendez-Vous | JMS                       | 1995     | 1995  | mit David Liebman, Gil Goldstein, David Kikoski, Mike Stern, Dave Holland, Peter Erskine |
| Storyboard | Dreyfus Jazz              | 1996     | 1996  | mit Joey DeFrancesco, James Genus, Steve Gadd |
| ’Round About Silence | Dreyfus Jazz              | 1996     | 1996  | mit Benoît Sourisse, Marc-Michel Le Bévillon, André Charlier |
| Children’s Songs | John Marks                | 1997     | 1997  | auch unter dem Titel Chansons pour enfants revisitees |
| Tribute to Stephane Grappelli | Dreyfus Jazz              | 1999     | 2000  | mit Biréli Lagrène, Benoît Sourisse, Niels-Henning Ørsted Pedersen |
| Globe-Trotter | Universal                 | 2003     | 2003  | mit André Charlier, Benoît Sourisse, Stéphane Guillaume Quartett (CD 1) und Solo (CD 2) |
| Les Mouettes: Concerto pour violon electro-acoustique et orchestre, Concerto pour piano et orchestre, Divertimento pour piano et violon Mr. Casa | EmArcy Records            | 2004?    | 2005  | mit dem Orchestre Philharmonique d’Omsk unter Leitung von Evgeny Shestakov, Daniel Kramer, Dimitri Naïditch, Caroline Casadesus |
| Pour Stéphane | Frémeaux et Associés      | 2007–08  | 2008  | mit David Enhco, Toots Thielemans, Marcel Azzola, Eric Legnini, Martial Solal, René Urtreger, Thomas Enhco, Dimitri Naïditch, Romane, Sylvain Luc, Marc Fosset, Martin Taylor, Richard Manetti, Jean-Marie Ecay, Biréli Lagrène, Fiona Monbet, Pierre Blanchard, Marc-Michel Le Bévillon, Patrice Caratini, Riccardo Del Fra, Jean-Philippe Viret, Zacharie Abraham, André Ceccarelli, Daniel Humair, Nicolas Charlier, Dee Dee Bridgewater |
| Apesantar | Frémeaux et Associés/Ames | 2016     | 2016  | mit Benoît Sourisse, Philippe Balatier, André Charlier |
| Open Doors | Musiklabel Ames/Okeh      | 2016     | 2017  | mit Daryl Hall, André Ceccarelli, Antonio Faraò |

## Kompilationsalben
Dieser Abschnitt listet die Best-of-Alben von Didier Lockwood:
- Best of Didier Lookwood (JMS, 1999; 14 Titel aus den Alben Phoenix 90, 1 2 3 4, New York Rendez-Vous, DLG, Caron/Ecay/Lockwood, Out of the Blue, Didier Lookwood Group von Lookwood sowie aus seiner Single Martinique und aus dem Soundtrack des Films Lune Froid (von Patrick Bouchiteh) und dem Album Absolutely Live mit UZEB.)
- Best of – Les années (JMS, 2006; 15 Titel, andere Auswahl auch aus anderen Alben wie Catherine Escoudé Lockwood oder Solal Lockwood.)

## Kollaborative Projekte
| Album                                    | Musiker                                                                                 | Musiklabel            | Aufnahme | Anmerkungen |
| ---------------------------------------- | --------------------------------------------------------------------------------------- | --------------------- | -------- | --- |
| Nancy 75                                 | Utopic Sporadic Orchestra                                                               | Utopic                | 1975     | mit Chris Stassinopoulos, Christian Vander, Denys Lable, Didier Lockwood, Gérard Bikialo, Hervé Derrien, Jannick Top, Jean Schultheis, Michel Ripoche, Philippe Briche, Sauveur Mallia, Stella Vander |
| Jazz-Rock                                | Lockwood                                                                                | Jadisc                | 1976     | mit Didier Lockwood, Francis Lockwood, Patrick Gauthier, Luc Plouton, Bunny Brunel, Kirt Rust (erste Veröffentlichung in Kanada 1979; 1981 in Europa bei America Records unter dem Titel Lockwoods !. 1996 wiederveröffentlicht von Musea unter dem Namen Volklor, unter dem die Band der Brüder Lockwood 1976 arbeitete) |
| Synthesis                                | Synthesis                                                                               | Arc                   | 1976     | u. a. mit Tony Bonfils, Marc Steckar, André Ceccarelli, François Cournet, François Jeanneau, André Cazalet, Raymond Gimenes, Christian Lété, Marc Chantereau, Philippe Briche, Amide Belhocine, Jacques Bolognesi, Ivan Jullien, Kako Bessot                                                                              |
| Thank for Friends                        | François Cahen/Didier Lockwood                                                          | Atlantic              | 1978     | Duo Didier Lockwood/François „Faton“ Cahen |
| You Better Fly Away                      | Clarinet Summit                                                                         | MPS                   | 1979     | mit Eje Thelin, John Carter, Perry Robinson, Theo Jörgensmann, Bernd Konrad, Ernst-Ludwig Petrowsky, Gianluigi Trovesi, Didier Lockwood, Stan Tracey, Jean-François Jenny-Clark, Kai Kanthak, Aldo Romano, Günter Baby Sommer                                                                                             |
| Eyeball                                  | Eyeball                                                                                 | CMP Records           | 1980     | mit Bob Malach, Jasper van’t Hof, Didier Lockwood, Bo Stief, Aldo Romano |
| Moshi Moshi                              | Distance                                                                                | Mercury               | 1980     | mit Stephane Guerault, Richard Raux, Didier Lockwood, Michel Carras, Laurent Duval, Jacques Berjot (g) Philippe "Chris" Poalillo, Philippe Gelee, Pascal Fonteneau |
| The Unique Concert                       | Didier Lockwood, Gordon Beck, Allan Holdsworth, Jean-François Jenny-Clark & Aldo Romano | JMS                   | 1980     | Live-Aufnahme vom Paris Jazz Festival am 1. November 1980 im Théâtre de la Ville, veröffentlicht 2020 |
| One World in Eight                       | The String Summit                                                                       | MPS                   | 1980     | mit Ack van Rooyen, John Blake, Didier Lockwood, Krzesimir Dębski, Wolfgang Dauner, Abdul Wadud, Christian Escoudé, Harry Pepl, Barre Phillips, Bo Stief, Pierre Favre, Fredy Studer |
| Live                                     | Fusion                                                                                  | Utopic                | 1980     | mit Jannick Top, Christian Vander, Benoît Widemann. aufgenommen im Riverbop, Paris, am 13. Dezember 1980, veröffentlicht 2001 |
| Fusion                                   | Didier Lockwood, Jannick Top, Christian Vander, Benoît Widemann                         | Disques JMS           | 1981     | Anders als das später veröffentlichte Live-Album (von 1980) 1981 unter dem Namen der vier Bandmitglieder veröffentlicht |
| Trio                                     | Catherine/Escoudé/Didier Lockwood                                                       | JMS/Gramavision       | 1983     | |
| Absolutely Live                          | UZEB/Didier Lockwood                                                                    | JMS/Paroles & Musique | 1986     | Die kanadische Band UZEB bestand aus Jean-Pierre Saint Jacques, Michel Cusson, Alain Caron, Paul Brochu. Aufgenommen im Pariser Olympia im Mai 1986 |
| Rhythm & Blu                             | John Blake/Didier Lockwood/Michael Urbaniak                                             | Gramavision           | 1986     | John Blake, Didier Lockwood, Michal Urbaniak mit Bernard Wright, Carl James, Marcus Miller, Lenny White |
| Colors                                   | Joan Albert Amargos, Carles Benavent, Didier Lockwood                                   | Nuevos Medios         | 1990     | |
| For Evans Sake                           | Gordon Beck, Jack DeJohnette, Dave Holland, Didier Lockwood                             | JMS                   | 1991     | |
| Caron-Ecay-Lockwood                      | Didier Lockwood, Jean-Marie Ecay, Alain Caron                                           | JMS                   | 1992     | |
| Solal-Lockwood                           | Martial Solal/Didier Lockwood                                                           | JMS                   | 1993     | Duo Martial Solal und Didier Lockwood |
| Omkara                                   | Didier Lockwood/Ragunath Manet                                                          | Dreyfus Jazz          | 2001     | Didier Lockwood, Murugan (perc), Ragunath Manet (veena), Caroline Casadesus (vcl) |
| Brontolone                               | La Gricca d’Umberto                                                                     | Cristal Records       | 2003     | mit Claude Egea, Stéphane Guillaume, Patrick Villanueva, Benoit Sourisse, Didier Lockwood, Umberto Pagnini |
| Brothers                                 | Didier & Francis Lockwood                                                               | Ames                  | 2008     | Didier Lockwood und Francis Lockwood |
| ONJL Feat. George Duke & Didier Lockwood | Orchestre National de Jazz Luxembourg Feat. George Duke & Didier Lockwood               | WPR Jazz              | 2006     | |
| Le Jazz et la Diva                       | Didier Lockwood & Caroline Casadesus                                                    | Musiklabel Ames       | 2006     | mit Dimitri Naïditch |
| Waltz Club                               | Didier Lockwood, Marcel Azzola Featuring Martin Taylor & Jean-Philippe Viret            | EmArcy                | 2006     | |
| Le Jazz & La Diva Opus II                | Didier Lockwood & Caroline Casadesus                                                    | Musiklabel Ames       | 2008     | mit Thomas Enhco, David Enhco |
| Live at Montmartre October 2, 2010       | Didier Lockwood & Niels Lan Doky Quartet                                                | Musiklabel Ames?      | 2010     | mit Morten Ramsbøl, Niclas Bardeleben |
| Swingin’ the Beatles                     | Fab Swing and Friends                                                                   | VLF                   | 2014     | Eric Le Lann, Olivier Hutman, Sylvain Luc, Didier Lockwood, Tony Bonfils, Charly Menasse, André Ceccarelli |
| Eklektik                                 | Antonio Faraò                                                                           | Warner                | 2017     | nur auf einem Stück, mit Luigi Di Nunzio, Biréli Lagrène, Dario Rosciglione, Lenny White |

## Filmmusik
| Album | Musiker | VÖ   | Musiklabel           | Anmerkungen |
| --- | --- | ---- | -------------------- | --- |
| Lune Froide Un film de Patrick Bouchitey. Musique Originale                                                | | 1993 | JMS                  | mit Jean-Marie Ecay |
| Musique Originale du film Les Enfants de la Pluie                                                          | | 2003 | MK2 Music            | mit dem Ensemble Vocal Patrick Foucher, Benoît Sourisse, Deyan Pavlov & Bulgarian Symphony Orchestra, André Charlier, Caroline Casadesus |
| Music from the Motion Picture: Between a Smile and a Tear (A Tribute to Jazzclub Montmartre in Copenhagen) | Johnny Griffin, Toots Thielemans, Lisa Nilsson, Didier Lockwood, Niels Lan Doky, Mads Vinding, Tootie Heath | 2004 | Park Film Copenhagen | |
| La Reine Soleil (Musique Originale de)                                                                     | Didier Lockwood                                                                                             | 2007 | Musiklabel Ames      | mit Jean-Philippe Lajus (arr), Shirel, Mathilde Lockwood, Stéphane Guillaume, Jean-Luc Fillon, Thomas Enhco, David Enhco                 |
| L’Orchestre des aveugles (Musique Originale de)                                                            | | 2015 |                      | |

## Alben als Solist bei weiteren Produktionen
| Album                                                     | Künstler                            | rec     | Musiklabel                   | Anmerkungen |
| --------------------------------------------------------- | ----------------------------------- | ------- | ---------------------------- | --- |
| Live / Hhaï                                               | Magma                               | 1975    | Utopia/Jaro                  | mit Benoît Widemann, Jean-Pol Asseline, Gabriel Federow, Didier Lockwood, Bernard Paganotti, Christian Vander, Klaus Blasquiz, Stella Vander |
| Théâtre du Taur, Concert 1975                             | Magma                               | 1975    | Seventh Records              | mit Klaus Blasquiz, Gabriel Federow, Didier Lockwood, Bernard Paganotti, Benoît Widemann, Patrick Gauthier, Christian Vander, Klaus Blasquiz, Stella Vander |
| Concert 1976, Opéra de Reims                              | Magma                               | 1975    | Seventh Records              | mit Christian Vander, Stella Vander, Klaus Blasquiz, Didier Lockwood, Gabriel Federow, Patrick Gauthier, Benoît Widemann, Bernard Paganotti |
| Synthesis                                                 | Claude Delcloo                      | 1976    | Pulp Flavor                  | mit Ivan Jullien, François Jeanneau, Didier Lockwood, Marc Chantereau, Claude Delcloo, Andre Ceccarelli u. a. |
| Kawana                                                    | Zao                                 | 1976    | RCA                          | mit Yochk’o Seffer, Faton Cahen, Didier Lockwood, Gérard Prevost, Jean-My Truong |
| Inédits                                                   | Magma                               | 1977    | Tapioka/Celluloid            | nur auf einem Titel mit Benoît Widemann, Jean-Pol Asseline, Gabriel Federow, Bernard Paganotti, Christian Vander, Klaus Blasquiz |
| Africanissimo                                             | Henri Guédon                        | 1977    | Epic                         | mit Dely M’Putu, Ernesto Puente, Alfred Houssepian, Ronnie Buttercavoli, Tony Brenes, Daniel Barda, Vincent Holmes, Henri Guédon, Francis Lockwood, Alain Benjamin, Jean-My Truong, Manito Lopez, Ricardo Hoch’Berger, Tuly Juan De Dios Marquez, Aleido Lopez |
| Le jardin aux sentiers qui bifurquent, Live Inedit Vol. 1 | Barney Wilen & Le Jazz Hip Trio     | 1977–79 | CELP                         | mit Jean-Bernard Eisinger, Didier Lockwood, Roger Luccioni, Daniel Humair |
| Ceccarelli                                                | André Ceccarelli                    | 1977    | Carla, Inner City            | nur auf den Titeln Forget It, Life Is Only Real Here und Space Out. |
| Éphémère                                                  | François Jeanneau                   | 1977    | Owl                          | nur auf einem Titel mit Ivan Jullien, Jacques Bessot, Hamid Belhocine, Marc Steckar, François Jeanneau, Noël Alain, Patrick Nicoleau, Michel Graillier, Patrice Caratini, André Ceccarelli |
| Swing Strings System                                      | Didier Levallet                     | 1978    | Uniteleldis                  | mit Siegfried Kessler, Christian Escoudé, Didier Lockwood, Jean-Yves Rigaud, Jean-Charles Capon, Denis Van Hecke, Didier Levallet, Bernard Lubat |
| Downwind                                                  | Pierre Moerlens Gong                | 1979    | EMI Elektrola                | Didier Lockwood spielt nur in den Stücken Crosscurrents, Emotions und Xtasea |
| First Step                                                | Jean-Michel Kajdan                  | 1979    | Blue Citron                  | mit Francis Lockwood, Didier Lockwood, Josquin Turennes des Pres, Jean-My Truong |
| À Cordes et à Cris                                        | Henri Texier                        | 1979    | JMS                          | Duos mit Gordon Beck, Aldo Romano, Didier Lockwood, Jean-Charles Capon |
| Traumtänzer                                               | Bernd Konrad                        | 1980    | HatHut Records               | mit Hans Koller, Didier Lockwood, Christoph Spendel, Thomas Stabenow, Martin Bues; wieder veröffentlicht 1994 unter dem Titel Bernd Konrad/Hans Koller Unit with Didier Lockwood Phonolit |
| Night Diary                                               | Aldo Romano                         | 1980    | Owl                          | mit Bob Malach, Jasper van’t Hof, Didier Lockwood sowie Cees van der Laarse |
| Some People                                               | Bob Malach                          | 1980    | MPS                          | mit Jasper van’t Hof, Didier Lockwood, Eef Albers, John Lee, Gerry Brown |
| Jazzbühne Berlin ’80                                      | Jasper van’t Hof & Eyeball          | 1980    | Repertoire                   | mit Bob Malach, Didier Lockwood, Bo Stief, Aldo Romano |
| Retrospektïẁ I-II                                         | Magma                               | 1981    | Seventh Records              | Live im Pariser ’Olympia’ 1980 mit Christian Vander, Bernard Paganotti, Benoît Widemann, Patrick Gauthier, Jean-Luc Chevalier, Gabriel Fedorow, Didier Lockwood, Maria Popkiewicz, Claire Laborde, Liza Deluxe, Stella Vander, Klaus Blasquiz |
| Retrospektïẁ III                                          | Magma                               | 1981    | Seventh Records              | Live im Pariser ’Olympia’ 1980 mit Christian Vander, Bernard Paganotti, Benoît Widemann, Jean-Luc Chevalier, Didier Lockwood, Jean Pierre Fouquey, Francois Laizeau, Dominique Bertram, Maria Popkiewicz, Liza Deluxe, Stella Vander, Guy Khalifa |
| André Ceccarelli                                          | André Ceccarelli                    | 1981    | Polydoe                      | mit Pierre Mimran, Richard Galliano, Bernard Arcadio, Marc Goldfeder, Jean-Claude Petit, Daniel Goyone, Michel Graillier, Didier Lockwood, Jean-Claude Chavanat, Marc Bertrand, Tony Bonfils |
| Martial Solal Acc By The Belgian Radio Big Band           | Martial Solal                       | 1981    | Stefanotis                   | Lockwood ist zu hören im Duo mit Solal in „Solar“ |
| Nite Life                                                 | Sylvin Marc                         | 1982    | Cream                        | Bigband |
| Anniversary Concert                                       | Stephane Grappelli                  | 1983    | Jazz Magazine                | mit Svend Asmussen, Marc Fosset, Philip Catherine, Babik Reinhardt, Patrice Caratini, Jacques Sewing und Marc Hemmeler, wiederveröffentlicht 2002 als Paris Jazz Concert |
| Dolores                                                   | Jean-Marc Jafet                     | 1985    | JJG                          | |
| Oshumare                                                  | Billy Hart                          | 1985    | Gramavision Records          | mit Steve Coleman, Branford Marsalis, Didier Lockwood, Kenny Kirkland, Mark Grey, Bill Frisell, Kevin Eubanks, Dave Holland |
| Afrijazzy                                                 | Manu Dibango                        | 1986    | Enemy                        | u. a. mit Hugh Masekela, Peter Tholo Segona, Herbie Hancock, Bernie Worrell, Paul Personne, Jerry Malekany, Vincent Nguini, Bootsy Collins, Didier Lockwood, Paco Sery, Sly Dunbar |
| O. N. J. 87                                               | Orchestre National de Jazz          | 1987    | Label Bleu                   | mit Michel Delakian, Antoine Illouz, Philippe Slominski, Glenn Ferris, Denis Leloup, Jacques Bolognesi, Didier Havet, Francis Bourrec, Gilbert Dall’Anese, Alain Hatot, Jean-Pierre Solves, Antoine Hervé, Philippe Guez, Nguyên Lê, Jean-Marc Jafet, François Verly, André Ceccarelli. Lockwood ist nur zu hören in „Babel Tower“, arrangiert und geleitet von Antoine Hervé |
| Jazzille                                                  | Nicole Croisille                    | 1987    | Cy                           | u. a. mit Manu Dibango, Steve Grossman, Toots Thielemans, Thierry Elliez, Aldo Franck, Frank Sitbon, Benoit Wideman, Didier Lockwood, Jean-Marc Jafet, André Ceccarelli, Paco Sery |
| Any Way                                                   | Michel Portal                       | 1991–92 | Label Bleu                   | Lockwood ist zu hören in „Toccata“ (mit Bernard Lubat, Andy Emler, François Moutin, Trilok Gurtu) |
| Rominus                                                   | Alain Brunet                        | 1992    | Label Bleu                   | mit Denis Badault, Didier Lockwood, Patrick Rollin, Yves Torchinsky, Francis Lassus |
| For Evans Sake                                            | Gordon Beck                         | 1992    | JMS                          | mit Didier Lockwood, Dave Holland, Jack DeJohnette |
| Jean-Pierre Mas                                           | Jean-Pierre Mas                     | 1992    | JMS                          | mit Jean-Marie Ecay, Juan José Mosalini, Didier Lockwood, André Ceccarelli |
| Like One                                                  | Leni Stern                          | 1993    | Lipstick                     | mit Bob Malach, Russell Ferrante, Didier Lockwood, Alain Caron, Dennis Chambers |
| Laurita                                                   | Richard Galliano                    | 1994    | Dreyfus Jazz                 | Duette mit Michel Portal, Toots Thielemans, Didier Lockwood, sowie mit Palle Danielsson, Joey Baron |
| Nuances                                                   | Babik Reinhardt                     | 1996    | RDC                          | mit Bobby Rangell, Stephane Grappelli, Didier Lockwood, Aldo Romano, Ze Luis, Linda Camilotti |
| Recollection                                              | Leni Stern                          | 1998    | LSR                          | |
| Excalibur (La Légende des Celtes)                         | Alan Simon                          | 1998    | TriStar                      | Lockwood ist nur auf dem Titel Morgane mit der Gruppe Bohinta und dem Sinfonieorchester Prag zu hören |
| New Quintette du Hot Club de France                       | New Quintette du Hot Club de France | 1998    | Iris                         | Lockwood ist zu hören in „Mélodie pour Stephane“, mit Babik Reinhardt, Romane, Philippe „Doudou“ Cuillerier, Florin Niculescu, Gilles Naturel |
| Empreinte                                                 | Jean-Pierre Como                    | 1999    | Blue Note                    | Lockwood ist zu hören in „Empreinte“ |
| Purple Songs                                              | Anne Ducros                         | 1999    | Dreydus                      | mit Didier Lockwood, Gordon Beck, Sal La Roca, Bruno Castelluccin |
| Open the Door                                             | Roger Hodgson                       | 2000    | Epic Records                 | Didier Lockwood spielt nur fünf Stücken |
| Nomades                                                   | Alexandre Cavaliere                 | 2001    | Hebra                        | mit Benoît Sourisse, Jean Wellers, André Charlier |
| Paradis Artificiels                                       | Hervé Krief                         | 2002    | Next Music                   | Lockwood ist zu hören in „The Dry Cleaner from Les Moines“, mit Antoine Illouz, François Lemonnier, Jean-Michel Couchet, Philippe Sellam, Alain Debiossat, Romain Dubuis, Baptiste Trotignon, Nono Krief, Come Aguiar, Denis Tchangou |
| Jazz/No Jazz, Vol. 1                                      | Marc Berthoumieux                   | 2003    | Sous la Ville                | mit Stefano Di Battista, Stéphane Guillaume, Marc Berthoumieux, William Lecomte, Louis Winsberg, Jean-Marie Ecay, Patrick Manouguian, Olivier Louvel, Didier Lockwood, Chris Minh Doky, Laurent Vernerey, Thierry Fanfant, Linley Marthe, Stéphane Huchard, Nicolas Montazaud, Claude Nougaro                                                                                 |
| Jazz/No Jazz, Vol. 2                                      | Marc Berthoumieux                   | 2003    | Sous la Ville                | u. a. mit Flavio Boltro, Fréderic Gaillardet, Nantha Kumar, Richard Bona, David Linx |
| (H)ombre                                                  | Jean-Pierre Mas                     | 2003    | Night Bird Music             | mit Idriss Boudrioua, Daniel Mille, Sylvin Marc, André Ceccarelli, Xavier Desandre, sowie Claude Nougaro, Juan José Mosalini, Toots Thielemans, Lockwood ist zu hören in „Marianne“, „Salambo“ und „Cause toujours“ |
| Carte Blanche                                             | André Ceccarelli                    | 2003    | Dreyfus                      | Lockwood ist zu hören in „Passage“ |
| Reflections Vol. 3                                        | Thierry Lang                        | 2003    | Blue Note                    | Lockwood ist zu hören in „Only Wood“, mit Heiri Känzig, Peter Schmidlin |
| Piano Jazz Games                                          | Daniel Kramer                       | 2003    | Didier Lockwood              | Duo Kramer-Lockwood in „All the Things You Are“ |
| Rendez-Vous                                               | Jean-Pierre Mas                     | 2003    | Point Commun                 | mit Didier Lockwood, Sylvin Marc, André Ceccarelli, Jacques Mahieux, Xavier Desandre |
| Between a Smile and a Tear                                | Niels Lan Doky                      | 2004    | Amigo                        | mit Johnny Griffin, Didier Lockwood, Mads Vinding, Tootie Heath, Lisa Nilsson |
| Secrets                                                   | Laurence Allison                    | 2004    | Ames                         | mit Denis Leloup, Marcel Azzola, Alain Jean-Marie, Niels Lan Doky, Benoit Sourisse, Jean-Marie Ecay, Didier Lockwood |
| Nougaro, Le Jazz et Moi                                   | Nicole Croisille                    | 2006    | Universal                    | Lockwood ist zu hören in „L’Irlandaise/L’ile de Ré“ |
| Live in Montpelier                                        | Boulou & Elios Ferré                | 2006    | Le Chant du Monde            | mit Stéphane Belmondo, Lionel Belmondo, Lionel Suarez, Alain Jean-Marie, Philip Catherine, Pierre Boussaguet, Giani Lincan |
| Oversea                                                   | Olivier Ker Ourio                   | 2006    | Dreyfus                      | Lockwood ist zu hören in „Santa Cruz“ |
| Mozart, La Nuit – Jazz ’n’ Groove                         | Antoine Hervé                       | 2006    | Nocturne                     | mit Michel Benita, Jeff Boudreaux, Arnaud Franck, Didier Lockwood, François Moutin, Louis Moutin, Karine Sérafin, Markus Stockhausen und dem Chœur de chambre de Versailles |
| Rue de Thoiry                                             | La Pompe                            | 2007    |                              | Lockwood ist am Titel „Le succès“ beteiligt |
| À la récré                                                | Weepers Circus                      | 2009    | Éditions éveil & découvertes | Lockwood ist nur an „Trois p’tits chats“ beteiligt |
| A Tribute to Zbigniew Seifert                             | Jarek Śmietana Band                 | 2009    | JSR Records                  | nur auf einem Stück. Auf anderen Stücken spielt die Band jeweils mit Krzesimir Dębski, Christian Howes, Mark Feldman, Maciej Strzelczyk, Adam Bałdych, Pierre Blanchard, Mateusz Smoczyński |
| Back Again                                                | Pink Turtle                         | 2009–10 | Frémeaux & Associés          | mit Michel Bonnet, Patrick Bacqueville, Pierre-Louis Cas, Jean-Jacqueit s Milteau, Jean-Marc Montaut, Christophe Davot, Didier Lockwood, Laurent Vanhee, Stéphane Roger, André Minvielle, Morgane Imbeaud |
| Tribulations                                              | Romane & Stochelo Rosenberg         | 2010    | Universal Music              | Lockwood ist nur an den Titeln „Fragilidade“ und „Phase bop“ beteiligt |
| The Blue Light – Tribute to Miles Davis                   | Jean-My Truong                      | 2010–11 |                              | mit Sylvain Gontard, Irving Acao, Leandro Aconcha, Mike Stern, Didier Lockwood, Pascal Sarton, |
| Tres Almas                                                | Janysett McPherson                  | 2011    | Crystal                      | mit Nicolas Folmer, Sylvain Gontard, Daniel Zimmerman, Yannick Soccal, Stephane Guillaume, Olivier Louvel, Luciano del Gaudio, Didier Lockwood, Thierry Fanfant, Hadrien Feraud, Michel Alibo, Dominique Viccaro, Nicolas Viccaro, Ivan Bridon, Andy Narell |
| Et me voici                                               | Nougarologie                        | 2012    | Koxinel                      | Lockwood ist nur an Il faut tourner la page beteiligt (mit Laure Moinet, Mathieu Debordes, Patrice Joubert, Hervé Joubert) |
| Siana                                                     | Penelope Sai                        | 2012    |                              | mit Sean Mackenzie, Didier Lockwood, Jonathan Zwartz, Nic Cecire |
| Dodecasongs                                               | Isabelle Olivier                    | 2012    | Enja                         | Lockwood ist nur an einem Stück beteiligt (im Trio mit Tam de Villiers) |
| Groove Story                                              | Richard Manetti                     | 2014    | Label Bleu                   | mit Stéphane Guillaume, Didier Lockwood, Fred D’Oelsnitz, Jean-Marc Jafet, Yoann Serra, Cedric Le Donne |
| Cities II                                                 | Thibault Cauvin                     | 2017    | Sony France                  | im Duo; nur auf dem Titel Budapest (Csárdás) |
| Soir de Paris                                             | Boulou & Elios Ferré and Friends    | 2024    | Continuo Jazz                | Nur auf zwei Livetiteln von 2006 mit Philip Catherine, den Brüdern Belmondo, Giani Lincan, Alain Jean-Marie und Pierre Boussaguet bzw. Quintettbesetzung. |